# Luis Ignacio Helguera
Luis Ignacio Helguera Lizalde (Ciudad de México, 8 de septiembre de 1962-Ciudad de México, 11 de mayo de 2003) fue un poeta, narrador, ensayista, crítico musical y ajedrecista mexicano.

## Biografía
Luis Ignacio Helguera nació el 8 de septiembre de 1962 en la Ciudad de México. Su padre fue Luis Ignacio Helguera Soiné y su madre Beatriz Lizalde de Helguera.

Nací en la Ciudad de México, el 8 de septiembre de 1962, a la hora del aperitivo. Me gusta la música, el whisky y el ensayo inglés.
Nota preliminar de Luis Ignacio Helguera en Por qué tose la gente en los conciertos

Provenía de una familia de escritores, artistas e intelectuales; era sobrino de Eduardo Lizalde y de Enrique Lizalde y hermano del pintor Pablo Helguera. Su tío Guillermo Helguera fue un célebre violonchelista, profesor del Conservatorio Nacional de Música, solista y primer violonchelo de la Orquesta Sinfónica Nacional.
Luis Ignacio poseía un agudo instinto musical, y aunque no se dedicó profesionalmente a la música, cursó estudios musicales en el mismo Conservatorio Nacional. Más tarde estudió la licenciatura en Filosofía por la Universidad Nacional Autónoma de México, titulándose con la tesis El problema de la comprensión en Ser y tiempo de Heidegger en 1985; debido a este trabajo obtuvo la Medalla Gabino Barreda (1987) y el Premio Norman Sverdlin.
De 1983 a 1986 fue becario del Instituto de Investigaciones Filosóficas de la UNAM, y también por el Fondo Nacional para la Cultura y las Artes en dos ocasiones (1991-1992 y 1996-1997).
En 1991, a través de la beca de Jóvenes Creadores del FONCA, escribió su libro de ensayos ¿Por qué la gente tose en los conciertos?, el cual fue publicado una década después; sin embargo, a decir del propio Helguera, modificó los ensayos pues sentía una distancia con la forma en que escribía en aquella época.

### Muerte
Su muerte tomó por sorpresa a la comunidad musical y literaria en México. La revista Pauta le rindió homenaje en dos números en el año 2003, publicando algunos de sus escritos, poemas y ensayos luctuosos escritos por sus colegas y amigos. En uno de ellos, Christopher Domínguez Michael escribió: «Con su muerte, su horrible muerte, he perdido a un contemporáneo y a un semejante, a un interlocutor venturosamente incómodo, conozco bien la batalla que él perdió y me resisto a dejar de creer que todo pudo haber sido de otra manera».

### Helguera y el ajedrez
Como muchos de sus contemporáneos, amigos y conocidos narran, una de las grandes pasiones de Luis Ignacio Helguera fue el ajedrez, tema que está en prácticamente todos sus escritos, sólo superado por la música, y del cual escribió un libro ensayístico, Peón aislado. Ensayos sobre ajedrez, así como una publicación, a modo de manual, para enseñar a los novatos a conocer las reglas del juego, El ajedrez. Cayuela Gally escribe sobre la pasión que Helguera tenía con respecto al ajedrez:

La verdadera pasión que regía su vida era el ajedrez. No sólo como el excelente jugador que era, imaginativo y audaz —uno de los grandes jugadores mexicanos en el uso de los peones y experto donde los haya en la defensa francesa (que simula una taimada contención en el bando negro para luego contraatacar con furia sobre las desprevenidas piezas blancas)—, sino porque le fascinaban el ajedrez y su cultura, el ajedrez como metáfora del mundo.

## Obra
El trabajo de Helguera abarcó varios géneros literarios, la poesía, el poema en prosa, el ensayo y la crítica musical. Destacó también su trabajo editorial en la revista Vuelta y a partir de 1988 en la revista Pauta, de la que fue jefe de redacción. Asimismo era conocido por su afición a la escritura de aforismos.
Sobre su trabajo en la revista Pauta, de la cual fue jefe de redacción durante quince años y sesenta números, escribió: «La vida de Pauta se confunde con una parte de la mía. Tengo dos hijas: Marina Helguera, de quince años, y Pauta, de veinte, pero con la que llevo quince». Antes de trabajar en ella, señala, era un lector de la revista, por lo que no consideraba que fuera un trabajo, sino una actividad fundamental que formaba parte de su vida y de su actividad como 'melómano'.
Parte de su trabajo como escritor consistió en pequeñas miniaturas, aforismos, frases y pequeños ensayos literarios sobre sus gustos y aficiones. Al respecto, Domínguez Michael señaló: «Más que un poeta, Luis Ignacio Helguera fue un prosista enamorado de las brevedades y las sentencias, autor de un puñado de libros donde encontramos la gracia, la felicidad y ese amenazante germen de destrucción que subyace en la nota musical».

### Publicaciones
| Título                                                                                                 | Año  | Editorial                                                                      |
| --- | ---- | ------------------------------------------------------------------------------ |
| Traspatios                                                                                             | 1989 | Fondo de Cultura Económica                                                     |
| Minotauro                                                                                              | 1993 | Universidad Autónoma Metropolitana                                             |
| Antología del Poema en prosa en México. Estudio preliminar, selección y notas de Luis Ignacio Helguera | 1993 | Fondo de Cultura Económica                                                     |
| Arreola y la música                                                                                    | 1994 | Consejo Nacional para la Cultura y las Artes                                   |
| Novo y la música                                                                                       | 1994 | Consejo Nacional para la Cultura y las Artes                                   |
| Atril del melómano                                                                                     | 1997 | Consejo Nacional para la Cultura y las Artes                                   |
| El cara de niño y otros cuentos                                                                        | 1997 | Sin Nombre /Juan Pablos                                                        |
| Murciélago al mediodía                                                                                 | 1997 | Vuelta                                                                         |
| Oaxaca en Eduardo Mata                                                                                 | 1997 | Ediciones Tecolote/Instituto Oaxaqueño de las Culturas                         |
| Ígneos. [aforismos y anotaciones]                                                                      | 1998 | Solar Ediciones                                                                |
| Gracias a Johannes                                                                                     | 1999 | CIDCLI                                                                         |
| La música contemporánea                                                                                | 1999 | Consejo Nacional para la Cultura y las Artes                                   |
| ¿Por qué tose la gente en los conciertos? Divertimentos, crónicas, ensayos rápidos                     | 2000 | Aldus                                                                          |
| El ajedrez                                                                                             | 2001 | Consejo Nacional para la Cultura y las Artes / Tercer Milenio                  |
| Antología del "ensayo inglés" en México                                                                | 2001 | Inédito                                                                        |
| Peón aislado. Ensayos sobre ajedrez                                                                    | 2006 | Universidad Nacional Autónoma de México / Ediciones del Equilibrista / Pértiga |
| Zugzwang (Obra póstuma)                                                                                | 2007 | Empresa Dist. Feds                                                             |
| De cómo no fui el hombre de la década (y otras decepciones) (Obra póstuma)                             | 2010 | Tumbona ediciones                                                              |
| Atril del melómano (reedición)                                                                         | 2016 | Secretaría de cultura                                                          |

### Aforismos
Una de las características de la obra de Helguera fue el uso constante de aforismos y pequeños fragmentos literarios.

El virtuosismo doméstico, civilizado, de la mujer moderna recuerda a veces el sacrificio primitivo de las mujeres a los dioses. Sólo que antiguamente los hombres inventaban causas más elevadas que el altar de las escobas.

En rigor, sólo cuando muere, un amigo es amigo para siempre
Ígneos

El mar: única monotonía que no cansa.

El velorio es una fiesta sin anfitrión.

Ni sí, ni no, ni ni.

El ajedrez es la única manera civilizada de hacerle la vida imposible al prójimo.

El ajedrez nos recuerda que el mundo es un conjunto de posibilidades casi infinita y que hay que decidirse por una.